# Soosiulus flammidula
Soosiulus flammidula är en insektsart som först beskrevs av Jacobi 1905.  Soosiulus flammidula ingår i släktet Soosiulus och familjen dvärgstritar. Inga underarter finns listade i Catalogue of Life.